# Gelasma stuhlmanni
Gelasma stuhlmanni är en fjärilsart som beskrevs av Louis Beethoven Prout 1933. Gelasma stuhlmanni ingår i släktet Gelasma och familjen mätare. Inga underarter finns listade i Catalogue of Life.